# Gilmoreosaurus
Gilmoreosaurus (que significa “lagarto de Charles W. Gilmore”) é o nome dado a um gênero de dinossauro do Cretáceo da Ásia. A espécie-tipo é o Gilmoreosaurus mongoliensis. Acredita-se que seja um hadrossauro ou iguanodonte da Formação Iren Dabasu [en] da Mongólia Interior, datada de 96 milhões de anos atrás. Outros espécimes foram descritos como espécies distintas, incluindo G. atavus da Formação Khodzhakul [en] do Uzbequistão (120 milhões de anos atrás) e G. arkhangelskyi da Formação Bissekty [en] (89 milhões de anos atrás). No entanto, essas espécies são baseadas em restos muito fragmentários e sua classificação é duvidosa. Uma espécie adicional, G. kysylkumense (também da Formação Bissekty), às vezes é incluída, embora também tenha sido referida ao gênero relacionado Bactrosaurus.

## História do estudo

### Expedições asiáticas e o “Mandschurosaurus mongoliensis” de Gilmore

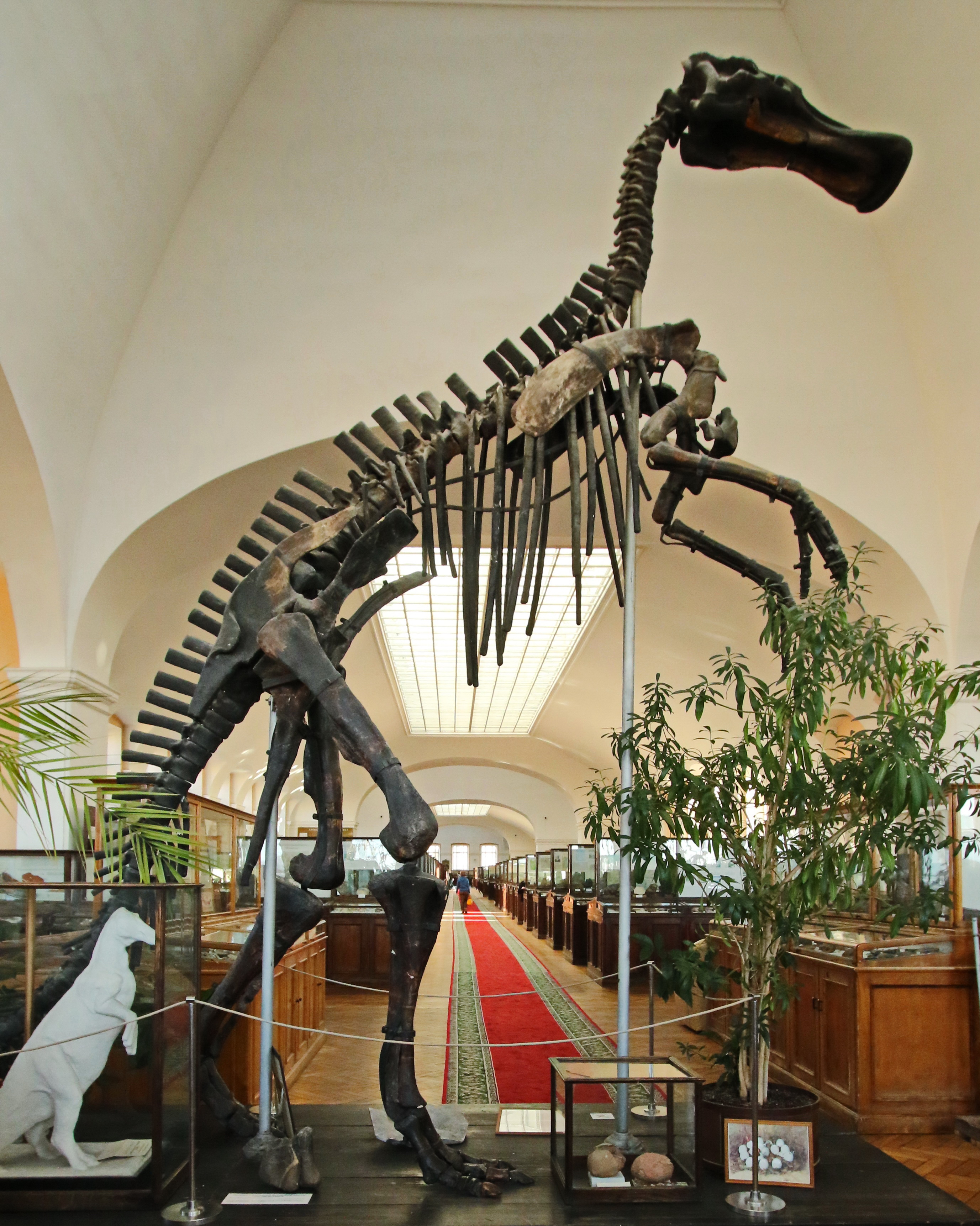
Esqueleto fortemente reconstruído para representar o “Mandschurosaurus amurensis”, ao qual a espécie-tipo do gênero Gilmoreosaurus foi inicialmente atribuída.

No início do século XX, o Museu Americano de História Natural (AMNH) realizou uma série de expedições paleontológicas aos desertos da Ásia. Uma das formações geológicas em que se trabalhou durante essas expedições foi a Formação Iren Dabasu, na Mongólia Interior, China. O trabalho de campo foi realizado por uma equipe de campo liderada por Walter W. Granger [en]. Ninguém entre eles era especialista em dinossauros; em vez disso, o AMNH enviou principalmente geólogos e paleontólogos de mamíferos. Muitos restos de dinossauros foram descobertos, mas sua natureza permaneceria desconhecida para os descobridores até que especialistas nos Estados Unidos examinassem o material. As escavações iniciais de fósseis de dinossauros em Iren Dabasu ocorreram em três dias, em abril e maio de 1922. Eles realizaram escavações mais extensas um ano depois, de 23 de abril a 1º de junho de 1923. Vários novos gêneros e espécies foram descobertos na formação; entre eles estavam dois novos tipos de hadrossauros. Eles estavam entre os primeiros restos do grupo no continente, precedidos apenas por  Mandschurosaurus amurensis,  Tanius sinensis, alguns restos do Turquestão e Saurolophus krischtofovici, sendo que a validade desta última espécie já era duvidosa. O material que viria a ser conhecido como Gilmoreosaurus foi descoberto por George Olsen (membro da equipe de Granger) em duas pedreiras diferentes (145 e 149, com cerca de 1 km de distância), cerca de 14 km a nordeste da cidade de Erenhot [en] e não muito longe da fronteira com a Mongólia. Vários indivíduos estavam representados e, entre eles, a maior parte do esqueleto foi encontrada, mas o material estava desarticulado e, portanto, não é possível determinar com certeza quais peças pertenciam a cada indivíduo.
Depois de chegar a Nova York, o material da Mongólia foi entregue a Barnum Brown para ser estudado. Brown era famoso por sua coleção de campo de dinossauros, mas estava muito ocupado para participar das expedições asiáticas. Ele trabalhou extensivamente no material e preparou nomes para as novas espécies, mas, por razões desconhecidas, parou de trabalhar no projeto antes de sua conclusão. Em vez disso, os fósseis foram enviados à Smithsonian Institution e seriam descritos e nomeados como novas espécies por Charles W. Gilmore. A Smithsonian Institution tinha pouco em termos de coleção de fósseis de dinossauros e, portanto, Gilmore dependia mais da literatura do que de comparações em primeira mão em seus estudos. Apesar disso, seu trabalho no campo é considerado de alta qualidade. Ele publicou suas descobertas em 1933, descrevendo tanto os hadrossauros quanto vários outros dinossauros. Um dos hadrossauros, que na época se pensava ser um lambeossauro, era o novo gênero Bactrosaurus. O segundo, conhecido de pelo menos quatro indivíduos e que se pensava ser um hadrossauro, foi nomeado como uma nova espécie de Mandschurosaurus, M. mongoliensis. Essa escolha foi feita de forma provisória; Gilmore estava ciente da possibilidade de que sua espécie pudesse mais tarde exigir seu próprio gênero, mas não achava que houvesse diferença suficiente em relação ao M. amurensis para isso. A descrição de Gilmore da anatomia da espécie foi bastante breve e se mostraria inadequada para a compreensão do táxon décadas mais tarde; ele não forneceu um diagnóstico claro (uma lista de quais características estabelecem uma espécie como diferente de seus parentes). Outro problema causado pelo trabalho de Gilmore foi que todo o material, de todos os indivíduos, foi catalogado em um único número de espécime. Assim, paleontólogos posteriores tiveram que recatalogar todos os elementos de acordo com padrões mais modernos.

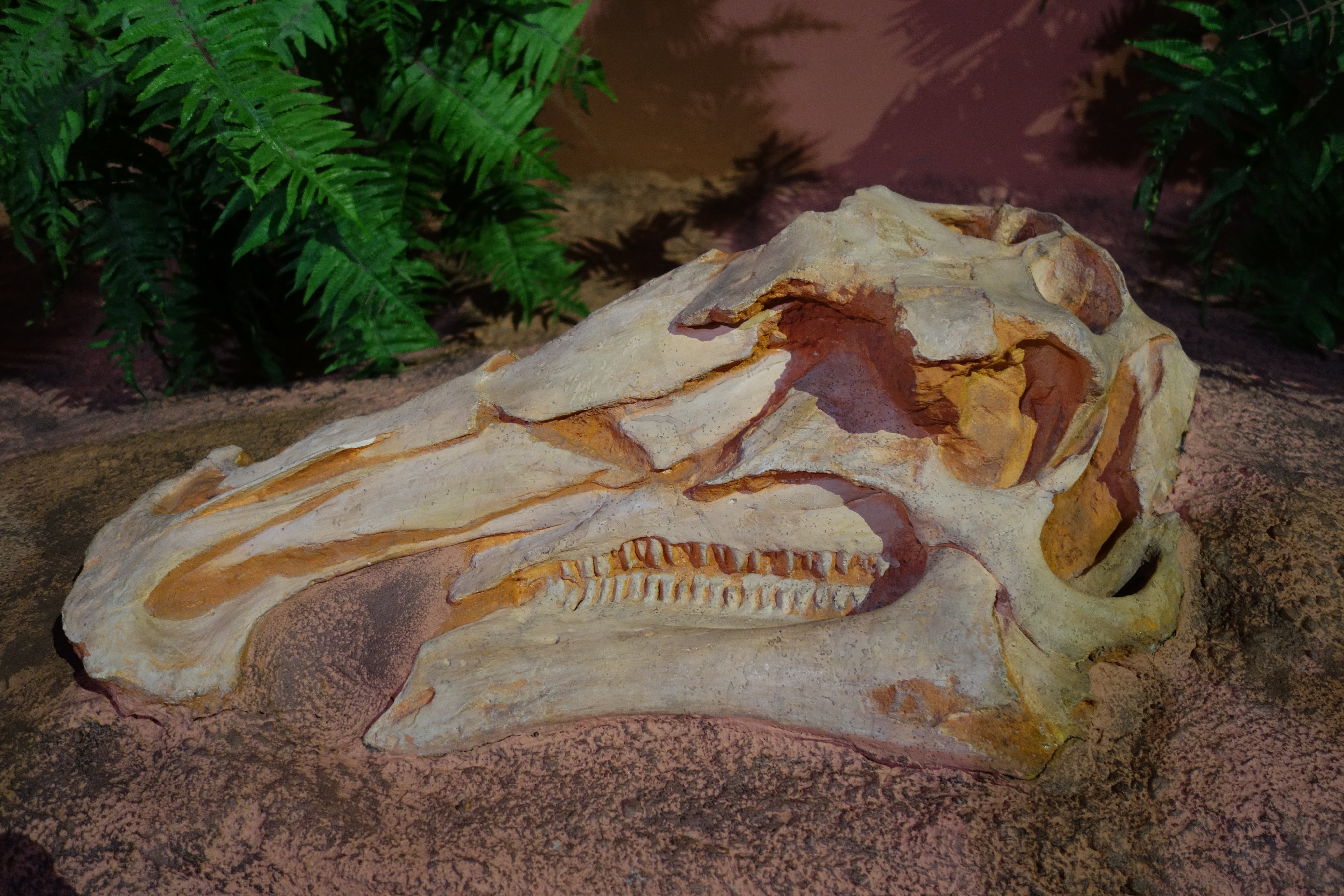
Crânio reconstruído de Bactrosaurus no Museu da Vida Antiga; o material do crânio desse táxon provou ser a pedra angular do debate envolvendo o Gilmoreosaurus

Após sua denominação original, a espécie de Gilmore permaneceria pouco compreendida e receberia pouca atenção de outros paleontólogos. Apesar disso, as ocasiões em que foi discutida frequentemente trouxeram grandes mudanças taxonômicas. Uma questão persistente em torno da taxonomia dos hadrossauros de Iren Dabasu foi a natureza do material craniano encontrado na pedreira de Bactrosaurus. Gilmore presumiu, com base em sua associação com o restante do material de Bactrosaurus, que ele deveria pertencer a esse gênero; nenhum outro elemento no local era inconsistente com a presença de apenas uma espécie. Ele ficou perplexo, no entanto, com a falta de uma crista oca, algo considerado universal entre os lambeossauros. Ele considerou a possibilidade de pertencer ao M. mongoliensis e também observou sua semelhança com espécimes do gênero Tanius, mas acabou descartando ambas as ideias. Yang Zhongjian [en] reviveu a última ideia e atribuiu o material ao Tanius. Em relação ao Mandschurosaurus, ele concordou com a referência de Gilmore de sua espécie ao gênero e foi além, dizendo que é possível que ele represente a mesma espécie que o M. amurensis. Anatoly Konstantinovich Rozhdestvensky, na década de 1960, considerou uma solução diferente; que o Bactrosaurus era de fato um hadrossauro, não um lambeossauro. Além disso, ele achava que o M. mongoliensis era apenas um sinônimo de seu hadrossauro Bactrosaurus, uma posição que ele continuaria a manter em trabalhos futuros. Autores futuros discordariam, reafirmando os dois hadrossauros como distintos e o Bactrosaurus como um lambeossauro.

### Reclassificação comoGilmoreosauruse pesquisa subsequente

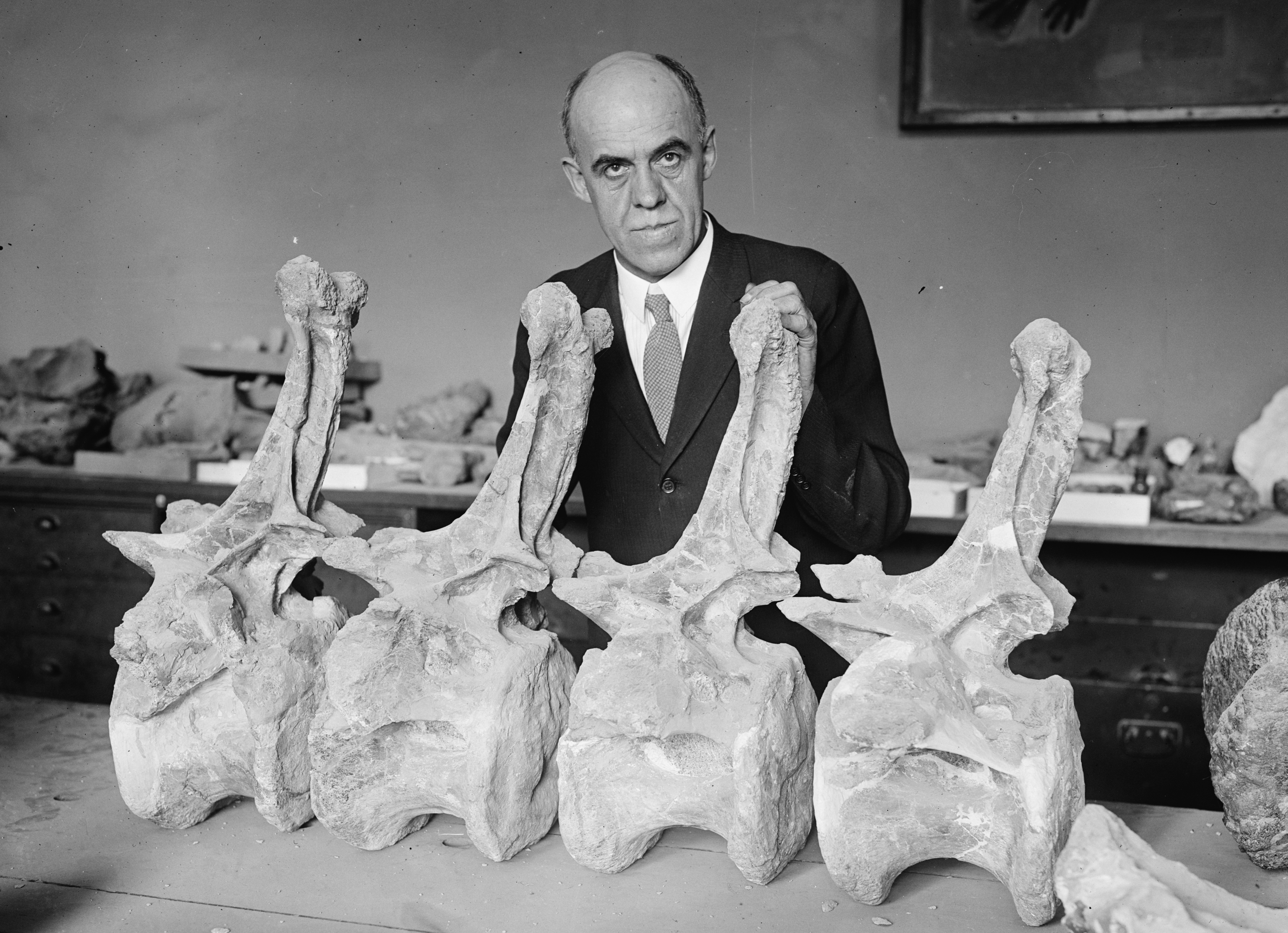
Charles W. Gilmore, que descreveu a espécie pela primeira vez; quando ela recebeu seu próprio gênero, o táxon foi batizado em sua homenagem.

A próxima grande mudança na taxonomia viria de Michael K. Brett-Surman, que estava no processo de revisão de toda a família dos hadrossauros. Primeiramente, ele forneceu um novo diagnóstico para a espécie em sua tese de mestrado de 1975. No entanto, Brett-Surman considerou Mandschurosaurus amurensis duvidoso; portanto, ele achou necessário dar à espécie de Gilmore um novo nome genérico. Assim, ele cunhou o gênero Gilmoreosaurus em 1979, em homenagem a Gilmore, e criou a nova combinação Gilmoreosaurus mongoliensis. Ele considerava os dois hadrossauros de Gilmore de grande importância, algo que ele elaborou em um breve artigo de 1980. Ele descreveu a anatomia do Gilmoreosaurus como “parcialmente iguanodonte e parcialmente hadrossauro” e o viu como a forma ancestral do hadrossauro; o Bactrosaurus, da mesma forma, foi visto como o lambeossauro ancestral. Foi com base, em parte, nas duas espécies, bem como no Probactrosaurus [en], que ele concluiu que os hadrossauros haviam se originado na Ásia. Uma coisa que interessou muito a Brett-Surman foi a semelhança da fauna asiática com a fauna posterior da Formação Two Medicine da América do Norte; Gilmore, em seu artigo de 1933, fez comentários semelhantes sobre a natureza das faunas asiática e americana. O artigo de 1980 observou que muito material adicional de Iren Dabasu nunca foi descrito por Gilmore, especialmente o material referente ao material juvenil. Brett-Surman relatou que ele e Jack Horner estavam trabalhando na investigação desse material para formar uma compreensão mais completa da fauna das formações. Referindo-se a isso, ele concluiu o artigo dizendo: “Embora não seja possível realizar mais expedições à Mongólia até o momento, a história natural dos dinossauros será esclarecida por outras expedições científicas ao subsolo do Museu de História Natural”.

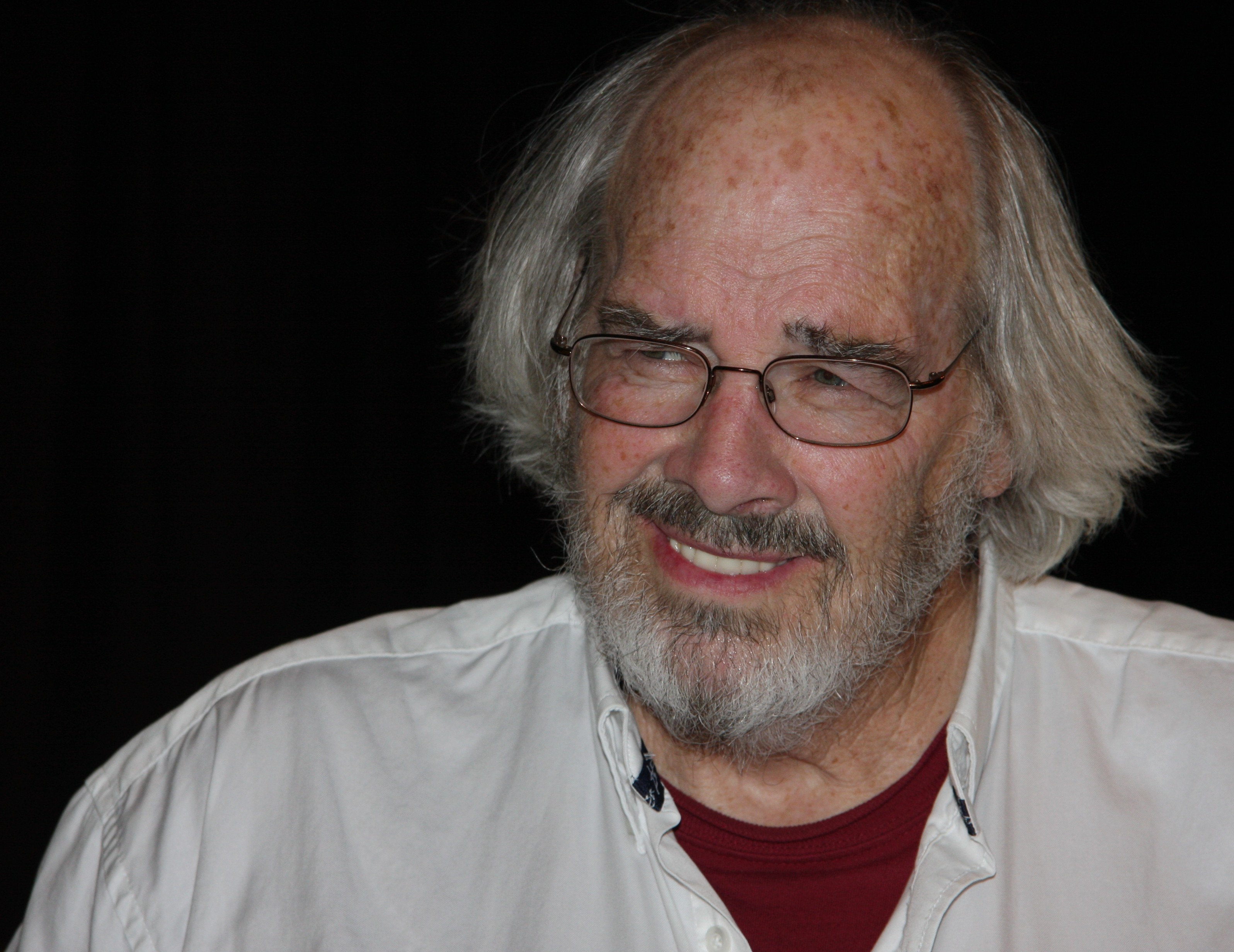
Jack Horner estava entre os paleontólogos que debatiam a natureza do material de Iren Dabasu no final do século XX

Halszka Osmólska e Teresa Maryańska [en] publicaram um artigo em 1981 que se concentrava no Saurolophus angustirostris, mas também faziam comentários sobre os hadrossauros asiáticos como um todo. Entre esses comentários, eles voltaram à questão do material do crânio. Eles discordaram que a natureza monoespecífica da pedreira (ou seja, apenas uma espécie parece estar presente) era uma evidência mais forte do que a anatomia discordante do material. Dessa forma, eles reviveram o modelo de Young e atribuíram provisoriamente o material a Tanius, que, segundo eles, se encaixava melhor. Eles observaram que o crânio poderia pertencer ao Gilmoreosaurus ou ao Bactrosaurus após pesquisas adicionais, o que viria a acontecer em 1985, quando Horner e David B. Weishampel [en] reexaminaram o material de ambos os gêneros de Iren Dabasu, bem como o material que Gilmore nunca descreveu, conforme indicado por Brett-Surman. Osmólska forneceu feedback sobre o estudo deles. O novo material relevante eram restos frontais que os autores consideraram ser de natureza “claramente lambeossaurina” e, portanto, referenciáveis ao Bactrosaurus. Como eles não podiam se encaixar no material do crânio, concluíram que o material não era do gênero. Em vez disso, decidiram que ele, de acordo com sua natureza aparentemente hadrossauriana, pertencia ao Gilmoreosaurus. No final do artigo, eles reafirmaram a importância de ambos os gêneros como o melhor registro dos primeiros hadrossauros.
A questão seria finalmente resolvida por Pascal Godefroit e colegas em 1998, quando publicaram um estudo descrevendo o material recém-descoberto do Bactrosaurus. Eles voltaram à posição original de Gilmore, de que a possibilidade de dois táxons na pedreira do tipo Bactrosaurus era extremamente remota e que o material do crânio não pertencia ao Gilmoreosaurus, mas ao Bactrosaurus. O raciocínio para a natureza paradoxal da anatomia era que o Bactrosaurus não era um lambeossauro ou mesmo um hadrossauro, mas sim uma forma mais primitiva de hadrossauroide meramente convergente com seus parentes posteriores. Eles observaram que seria informativo testar as afinidades filogenéticas do Gilmoreosaurus também, mas que ele era muito mal descrito para permitir isso. Uma revisão moderna da espécie foi considerada extremamente necessária. Buscando finalmente resolver a questão de longa data, Albert Prieto-Márquez e Mark A. Norrel começaram a trabalhar em uma redescrição completa do Gilmoreosaurus, que foi publicada em 2010. A resolução de sua posição filogenética era uma prioridade e o motivo final por trás do esforço. Todo o material conhecido do gênero foi examinado para o estudo. Uma das coisas permitidas pela redescrição foi um diagnóstico moderno do G. mongoliensis, já que o de 1975 foi considerado inexistente. Eles também abordaram especificamente a ideia de que os dois hadrossauros de Iren Dabasu poderiam ser sinônimos, como Rozhdestvensky havia pensado. Essa ideia foi rejeitada, pois foram encontradas várias diferenças entre os dois. Estudos realizados desde a redescrição conseguiram incluir o Gilmoreosaurus na pesquisa sobre a filogenia dos hadrossauros.

## Descrição

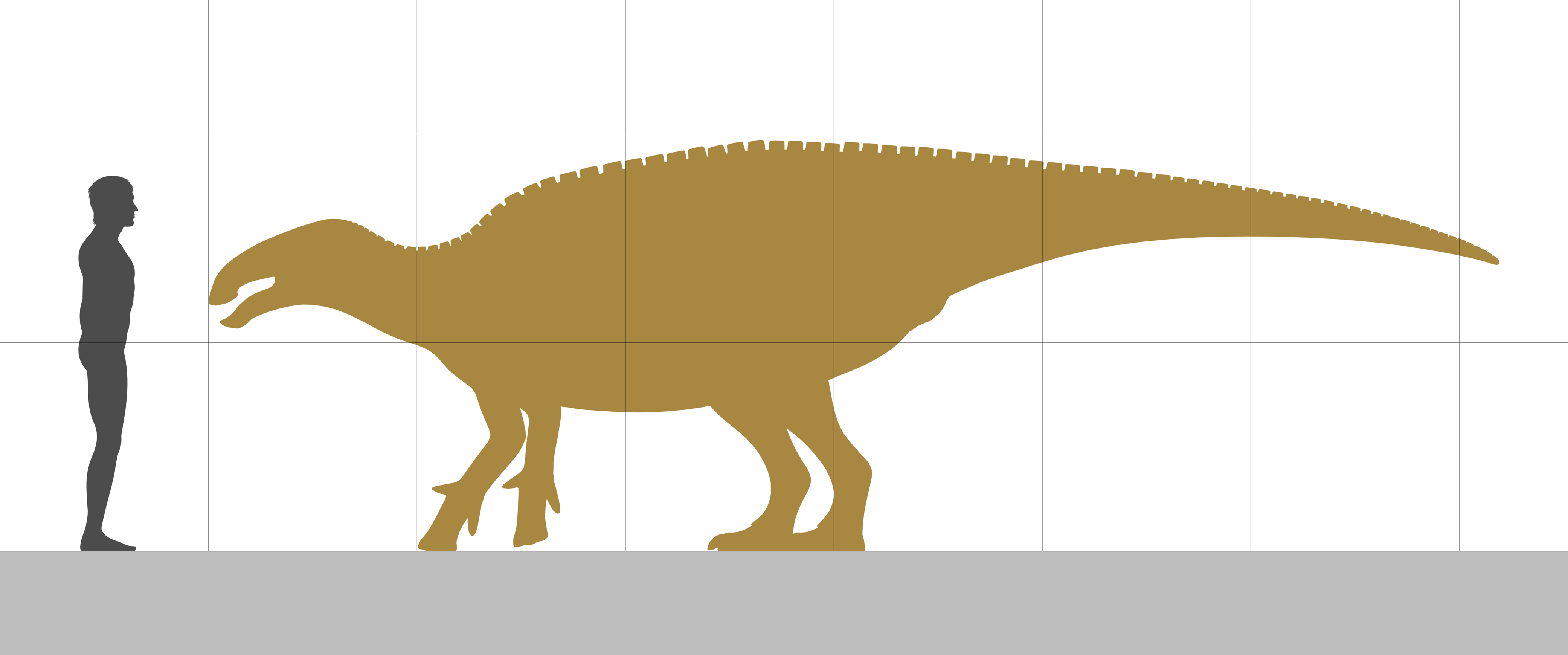
Tamanho comparado a um ser humano de 1,80 m de altura

O Gilmoreosaurus era um hadrossauroide de tamanho relativamente grande que podia crescer até 6,2 m de comprimento e obter pesos entre 1,2 a 3,6 t. O gênero pode ser distinguido de outros táxons de hadrossauroides por ter uma apófise pós-acetabular em forma de pá muito reduzida e uma extremidade de falange manual III-1 assimétrica. Embora os elementos preservados sejam muito esparsos e provavelmente representem mais de um indivíduo, o espécime AMNH FARB 30729 representa um único animal composto por uma ulna e um rádio esquerdos.

### Crânio e dentição

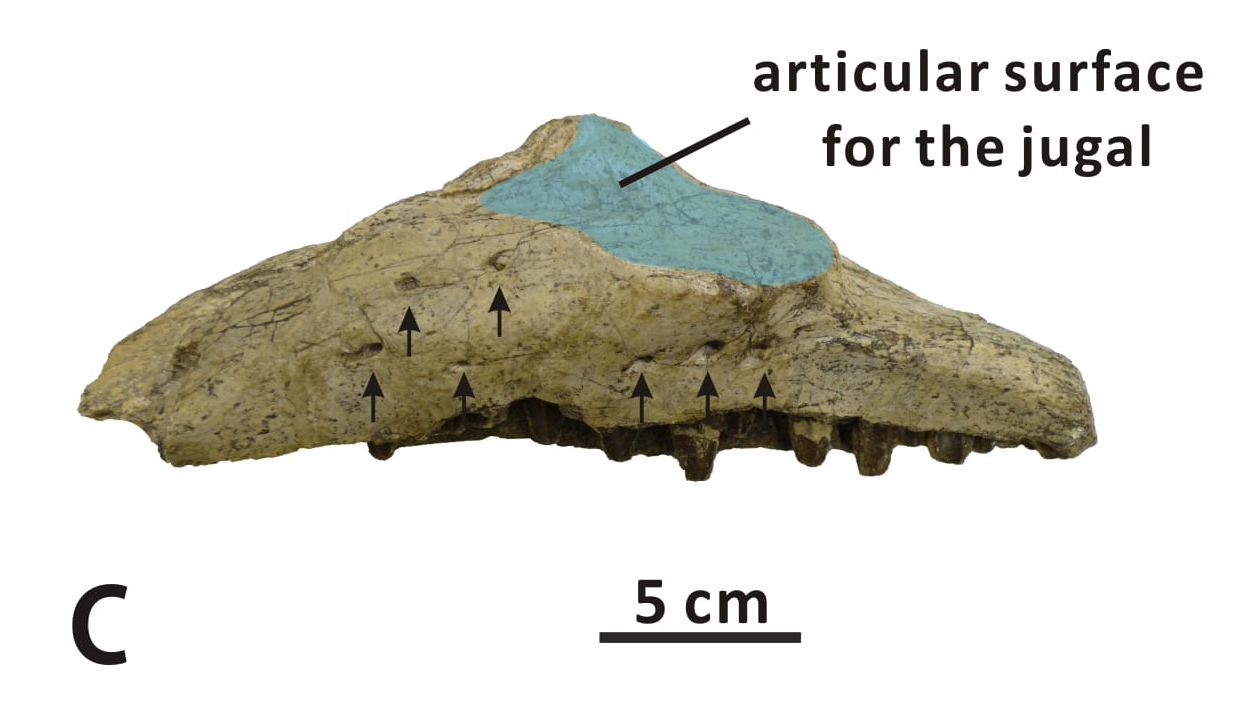
Maxila direita do AMNH FARB 30653 (invertida) em vista lateral. Forame maxilar indicado por setas

Um crânio completo articulado não é conhecido a partir dos múltiplos espécimes, no entanto, vários elementos são conhecidos, como a maxila direita, o dentário, o jugal, o esquamosal e dois lacrimais, o quadrado e um pré-dentário completo. Em uma vista lateral, a maxila direita do espécime AMNH FARB 30653 tem formato triangular com vários forames na superfície. No lado interno, 26 forames alveolares estão preservados e 22 alvéolos estão preenchidos com dentes, mas a contagem total pode ser desconhecida devido à incompletude; a superfície desse lado é bastante plana. Os dentes têm formato oval, com a extremidade superior moderadamente comprimida e dentículos grosseiros; esses dentículos têm três estruturas pontiagudas diminutas. Parece que os dentários eram mais achatados com uma extremidade inferior comprimida, conforme indicado por nove dentes isolados. Em todos os dentes, uma estrutura semelhante a uma crista está localizada no centro. Um jugal direito isolado e parcial é representado pelo AMNH FARB 30657, que perdeu a maior parte da área anterior na articulação rostral. Ele tem uma forma triangular em uma vista lateral e é achatado nos lados internos. A articulação rostral parcial é quadrada e a superfície lateral é um pouco côncava, mas na superfície medial a articulação para a maxila pode ser identificada. A superfície superior da articulação rostral forma uma estrutura achatada semelhante a um soquete que continua em direção à parte posterior com a base do ramo pós-orbital. Esse ramo é projetado para cima e ligeiramente inclinado para trás. A porção superior do ramo pós-orbital é triangular quando vista a partir da seção transversal. Em direção à extremidade inferior, a superfície anterior do ramo é recortada com uma cavidade em forma de triângulo que se encaixa na parte inferior para configurar a extremidade inferior do ramo jugal do pós-orbital.

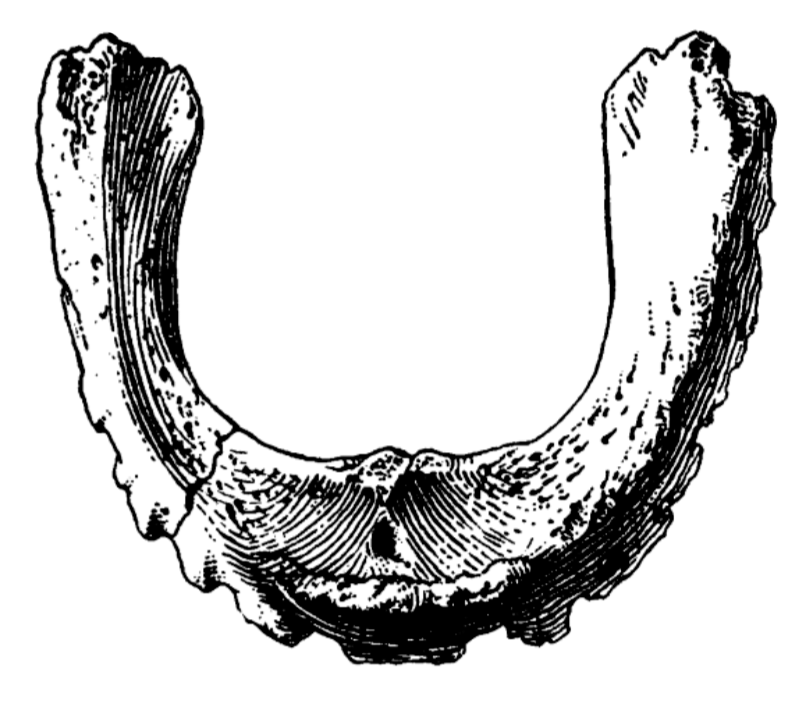
Pré-dentário do AMNH FARB 6369 em vista inferior

Há dois ossos lacrimais preservados nos espécimes AMNH FARB 30655 e 30656. No geral, o lacrimal esquerdo do AMNH FARB 30655 é em forma de cunha em uma vista lateral, denotando a forma anterior da órbita, e achatado do lado interno para o lateral. A superfície superior é fina e sobreposta pela borda ventral da articulação da pré-maxila que se desenvolve da parte posterior para a inferior. Na superfície inferior, um forame grande e elíptico é visível, permitindo a conexão com a articulação rostral do jugal. Na superfície posterior, outro forame está presente, terminando na superfície ventral, onde a saída está localizada. Esses forames são conectados através do canal lacrimal. O esquamosal direito é rotulado como AMNH FARB 30658. O corpo principal é subtriangular e a superfície lateral é suavemente convexa. Em contraste, sua superfície interna inferior é mais côncava e cortada transversalmente por uma estrutura menor semelhante a uma crista. Como um todo, o esquamosal é achatado do lado interno até o topo. Há três projeções provenientes do corpo principal, que podem ser identificadas como a articulação pós-orbital anterior, a articulação pós-cotiloide lateral e o ramo interno. Entretanto, apenas a parte inferior da articulação pós-orbital está preservada. A abertura pré-cotiloide está ausente, mas essa característica é muito variável tanto em Hadrosauroidea quanto em Hadrosauridae.

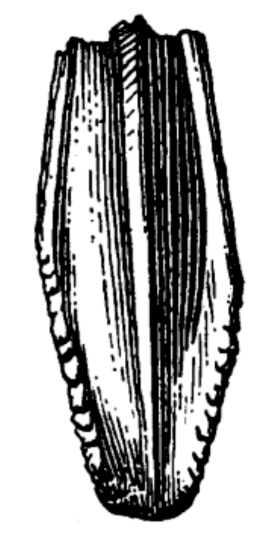
Dente maxilar

Dois ossos quadrados estão preservados (espécimes AMNH FARB 30659 e 30660). É muito reto em geral, com apenas uma curvatura suave na borda posterior. A superfície articular da cabeça é em forma de triângulo e achatada para o lado lateral. Uma formação relativamente grande, semelhante a uma crista, pode ser observada na borda posterior perto do topo, provavelmente sustentando o esquamosal. Essa característica também é relatada em outros iguanodontídeos e hadrossauroides, como o Brachylophosaurus ou o Gryposaurus. A superfície lateral do quadrado é plana e na borda anterior pode ser identificado um corte para o quadratojugal; no entanto, a maioria de suas bordas articulares foi perdida, exceto uma pequena área dorsal e uma longa superfície inferior. Um dentário direito é representado pelo espécime AMNH FARB 30654, um elemento parcial com uma bateria dentária muito erodida. Ele preserva cerca de 15 alvéolos, dos quais nenhum está preenchido com dentes. A contagem total de dentes do dentário do Gilmoreosaurus foi provavelmente inferior a 30 e a fileira de dentes está orientada para os lados laterais, como visto em outros hadrossauroides, ao contrário dos hadrossauroides mais avançados. A borda superior desdentada do dentário e uma porção significativa da borda articular do pré-dentário estão faltando, mas como essas duas bordas têm comprimentos menores - cerca de menos de 25% do comprimento da bateria dentária - elas indicam que a área desdentada entre a fileira de dentes e o predentário era bastante reduzida - outra característica presente nos hadrossauroides, mas perdida nos hadrossaurídeos. O pré-dentário é representado por um elemento completo do espécime AMNH FARB 6369, que tem a forma de um U. Numerosos dentículos pontiagudos estão preservados na superfície dorsal do pré-dentário, dando uma textura serrilhada.

### Coluna vertebral

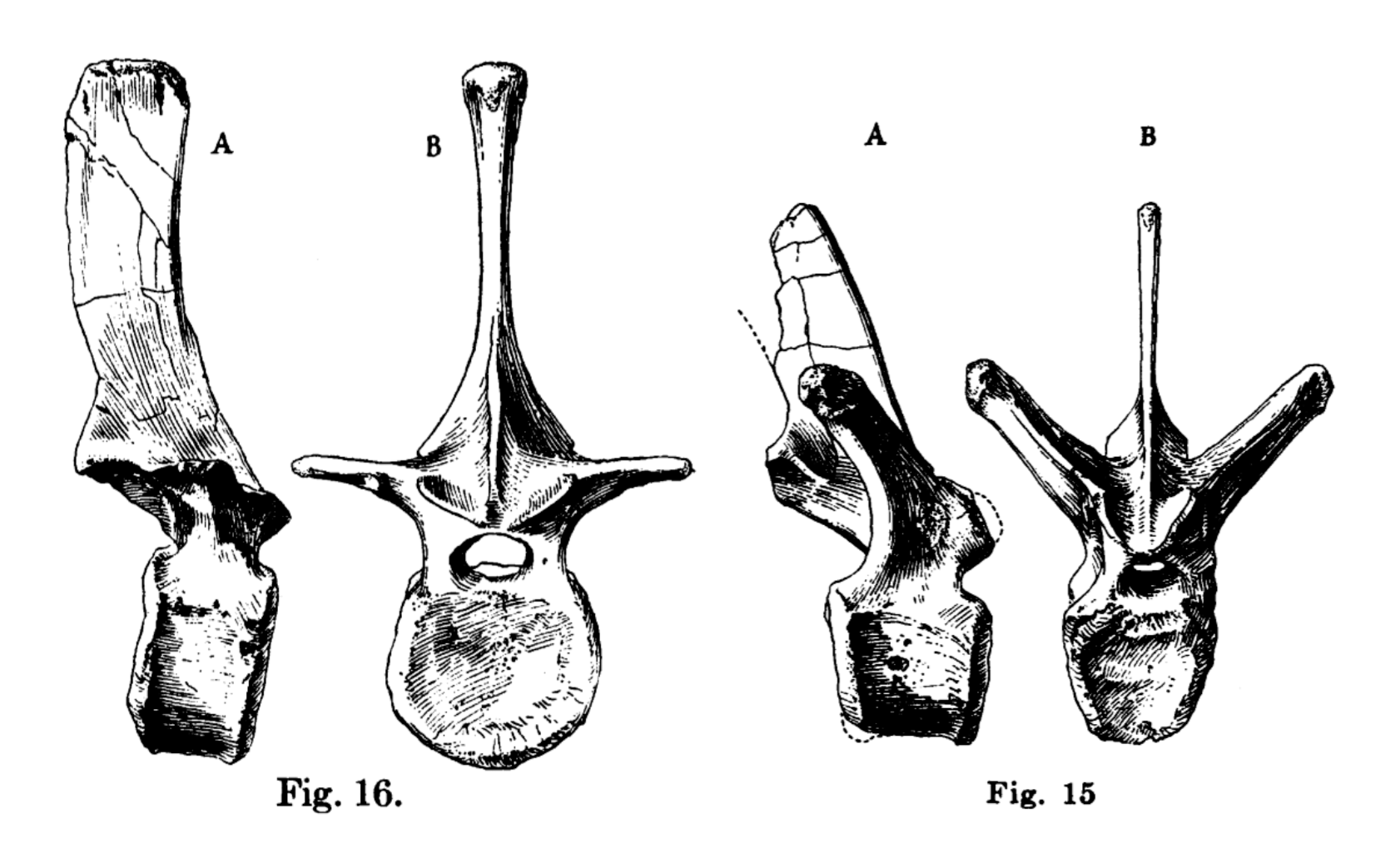
Vértebras dorsais anterior e posterior do AMNH FARB 30680-30683)

A coluna vertebral é representada por quatro vértebras cervicais, dez dorsais, sete sacrais e trinta e três caudais de vários espécimes. As vértebras são, em sua maioria, semelhantes às de outros hadrossauroides, mas algumas características podem ser observadas. As vértebras cervicais dos espécimes AMNH FARB 30671-30673 têm centros em forma de coração em uma visão posterior e achatados no lado interno. Os centros das dorsais anteriores do AMNH FARB 30674-3068 também têm facetas em forma de coração. As espinhas neurais são muito alongadas e de formato subretangular, sendo ligeiramente curvadas para o lado posterior. Nas dorsais média e posterior do AMNH FARB 30681-30685, as espinhas neurais são mais retas e mais grossas. O sacro preservado é composto por três elementos: três vértebras fundidas, quatro espinhas neurais fundidas e quatro centros fundidos. Sendo relativamente alongados, os centros nas três vértebras fundidas são ligeiramente côncavos em ambas as extremidades e têm facetas lineares em forma de coração. Quando visto da superfície inferior, uma estrutura semelhante a uma crista está localizada no centro, como no Bactrosaurus,  Claosaurus ou Iguanodon. O canal neural, por onde passa a medula espinhal, é muito grande e expandido para a parte inferior. As quatro espinhas neurais fundidas formam um elemento compacto, com espinhas muito espessas e relativamente alongadas. O último elemento sacral é representado por quatro centros fundidos. Esses centros são alargados para as laterais e, enquanto a faceta posterior é levemente côncava, a anterior é mais achatada. Por fim, as vértebras caudais têm centros muito achatados com canais neurais pequenos e espinhas neurais que se projetam para trás, embora essas características se tornem progressivamente marcadas em direção à extremidade da cauda, como visto em muitos outros iguanodontíneos.

### Membros

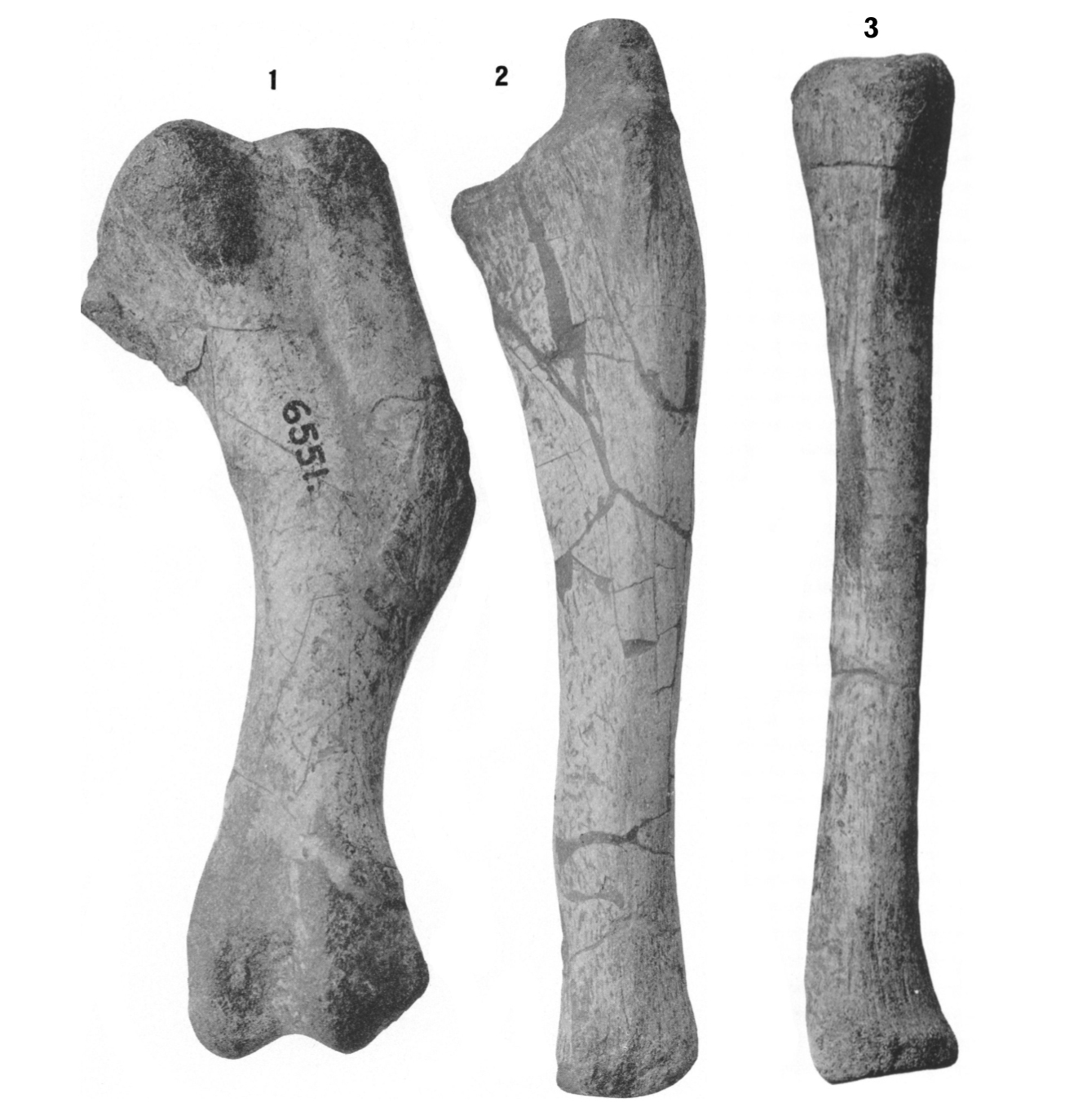
Úmero direito (1) do AMNH FARB 30728 e ulna esquerda (2) com rádio (3) do AMNH FARB 30729

A área peitoral é representada por escápulas e coracóides de vários espécimes também. Em geral, o coracóide tem formato oval com um forame coracóide proeminente pelo qual passa o nervo supracoracóide e a glenóide tem formato de D. A articulação inferior é encurtada e triangular, além de ser direcionada para a área inferior em vez de ser enganchada por trás. A articulação inferior é encurtada e triangular, bem como direcionada para a área inferior em vez de ser enganchada da parte traseira para a parte inferior em uma lateral, como em muitos outros hadrossauroides e não hadrossauroides. A escápula é muito reta em uma vista superior, com sua superfície interna sendo achatada na maior parte do comprimento. A lâmina escapular não é particularmente alongada e é um pouco arredondada em sua extremidade, o que parece ser uma característica comum nos hadrossauroides, exceto no Bactrosaurus. A constrição proximal, a área da escápula situada entre a região proximal e a lâmina distal, é muito estreita; sua largura é cerca de metade da largura da região proximal. O processo putativo do acrômio é ligeiramente inclinado para a frente. A crista deltoide - uma estrutura semelhante a uma crista no úmero, onde o músculo deltoide está preso - é bem desenvolvida e se estende do processo acrômio até a borda inferior da lâmina escapular. A faceta coracóide é côncava e tem formato subretangular. A glenóide é côncava e mais alongada do que sua largura. O úmero é um osso relativamente corpulento e robusto. Sua cabeça articular principal é expandida do lado interno para o lateral e deslocada proximalmente em relação ao seu canto proximolateral. A crista deltopeitoral - onde o músculo deltoide estava preso à parte frontal superior do úmero - desenvolve-se para o lado inferior a partir da metade superior do úmero, e sua extensão inferior tem uma relação de 1,67 entre a largura total e o diâmetro da haste umeral. A borda lateral da crista deltopeitoral é muito espessa em direção à borda inferior. Entretanto, como um todo, essa crista é relativamente curta em comprimento. Em seção transversal, a haste umeral tem formato elíptico e é suavemente achatada na superfície lateral. Uma grande tuberosidade pode ser observada na superfície posterior do úmero, a cerca de 1/3 da distância da extremidade superior. A extremidade inferior do úmero é expandida para o lado lateral, formando os côndilos ulnar e radial. O côndilo ulnar é mais largo e expandido do que o radial, e esses dois côndilos são separados por uma depressão rasa nas superfícies anterior e posterior da extremidade inferior do úmero. O rádio tem formato subcilíndrico com extremidades superior e inferior expandidas. As superfícies de articulação desse osso com as da ulna no AMNH FARB 30729 combinam perfeitamente, indicando que eles representam o mesmo indivíduo. As superfícies inferior e superior do rádio têm formato triangular, mas a primeira é mais achatada. A extremidade inferior é mais expandida do que a superior e também é triangular em seção transversal. Além disso, a superfície articular inferior do rádio é triangular e tem estrias. A ulna é mais curta em comparação com outros hadrossauroides. Ela é expandida em suas extremidades superior e inferior e a superfície dorsal do terço superior mostra uma depressão rasa que provavelmente serviu como local de fixação para a extremidade superior do rádio. A superfície interna tem formato muito côncavo. As regiões média e inferior do eixo mudam de mais largas para mais expandidas perto da extremidade inferior da ulna. Essa última tem espessura quase igual à da extremidade superior. A quinta parte inferior da ulna tem uma superfície articular achatada para o rádio, voltada para as facetas internas e superiores, e apresenta estrias alongadas.

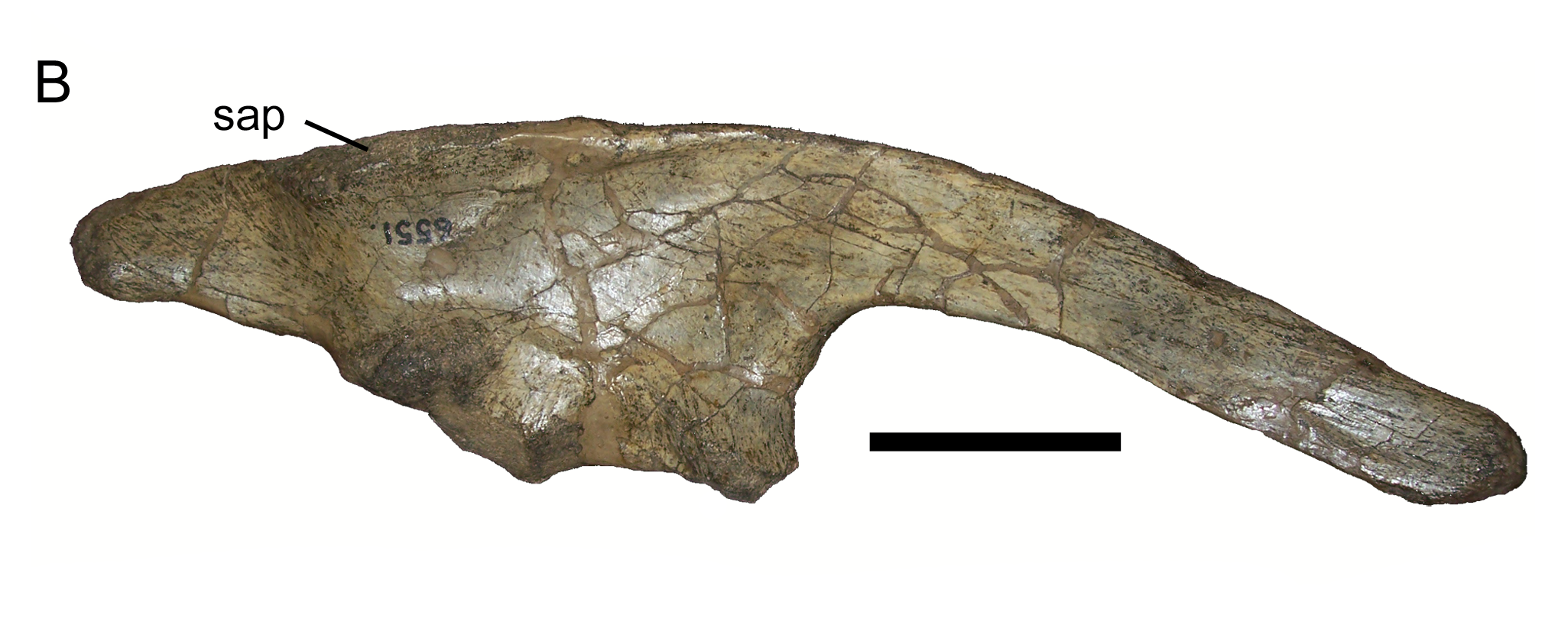
Ílio direito do AMNH FARB 30736 em vista lateral, mostrando o processo supra-acetabular

Embora muito fragmentado, o manus é representado pelo metacarpo IV esquerdo com duas falanges direitas. O metacarpo é muito curto - mais do que o conhecido em outros hadrossauroides - e tem um formato suavemente inclinado. A extremidade superior é mais larga do que a inferior e sua superfície articular é bastante arredondada. A falange II-1 é bastante alongada e tem superfícies articulares côncavas. No entanto, a falange III-1 é muito mais curta do que os elementos anteriores, tendo um formato semiquadrado e sendo mais larga do que longa. Suas superfícies articulares são mais convexas. O ílio é alongado e de formato raso, com seu processo pré-acetabular (expansão anterior da lâmina ilíaca) também sendo longo e desviado para baixo. A região superior desse processo é profunda. A forma da borda superior do ílio tem um grau de variabilidade entre os espécimes. O processo supra-acetabular (uma projeção óssea na borda superior do ílio) tem uma aparência assimétrica em forma de V no perfil e sua projeção lateral é inclinada para baixo. Esse processo também se desenvolve próximo à região superior do processo pós-acetabular (expansão posterior da lâmina ilíaca). O pedúnculo púbico - um processo robusto na frente do acetábulo - tem formato triangular e é expandido das superfícies interna e lateral. O pedúnculo isquiático, que é um processo menor localizado logo atrás do acetábulo, apresenta uma tuberosidade bem desenvolvida em direção à superfície superior. Quando comparado, o processo pré-acetabular é muito mais alongado e desenvolvido do que o posterior. O ísquio é notoriamente alongado e tem uma estrutura larga e robusta semelhante a um tubérculo do pedúnculo ilíaco que se conecta ao ílio. Suas bordas anterior e posterior são suavemente semelhantes para cima. Sendo mais largo do que o pedúnculo ilíaco, o pedúnculo púbico é muito achatado do lado interno para o lateral e sua superfície articular está voltada para baixo. A extremidade inferior do ísquio tem uma expansão característica em forma de “pé” e, embora sua borda inferior esteja erodida, o suficiente está preservado para dizer que ele não foi muito expandido nessa área. Há apenas um único púbis que perdeu a maior parte de suas áreas devido à erosão. Os pedúnculos isquiático e púbico são separados pela borda acetabular arredondada do púbis. A grande maioria do osso está perdendo a extremidade inferior; no entanto, está claro que essa região não era particularmente arredondada.

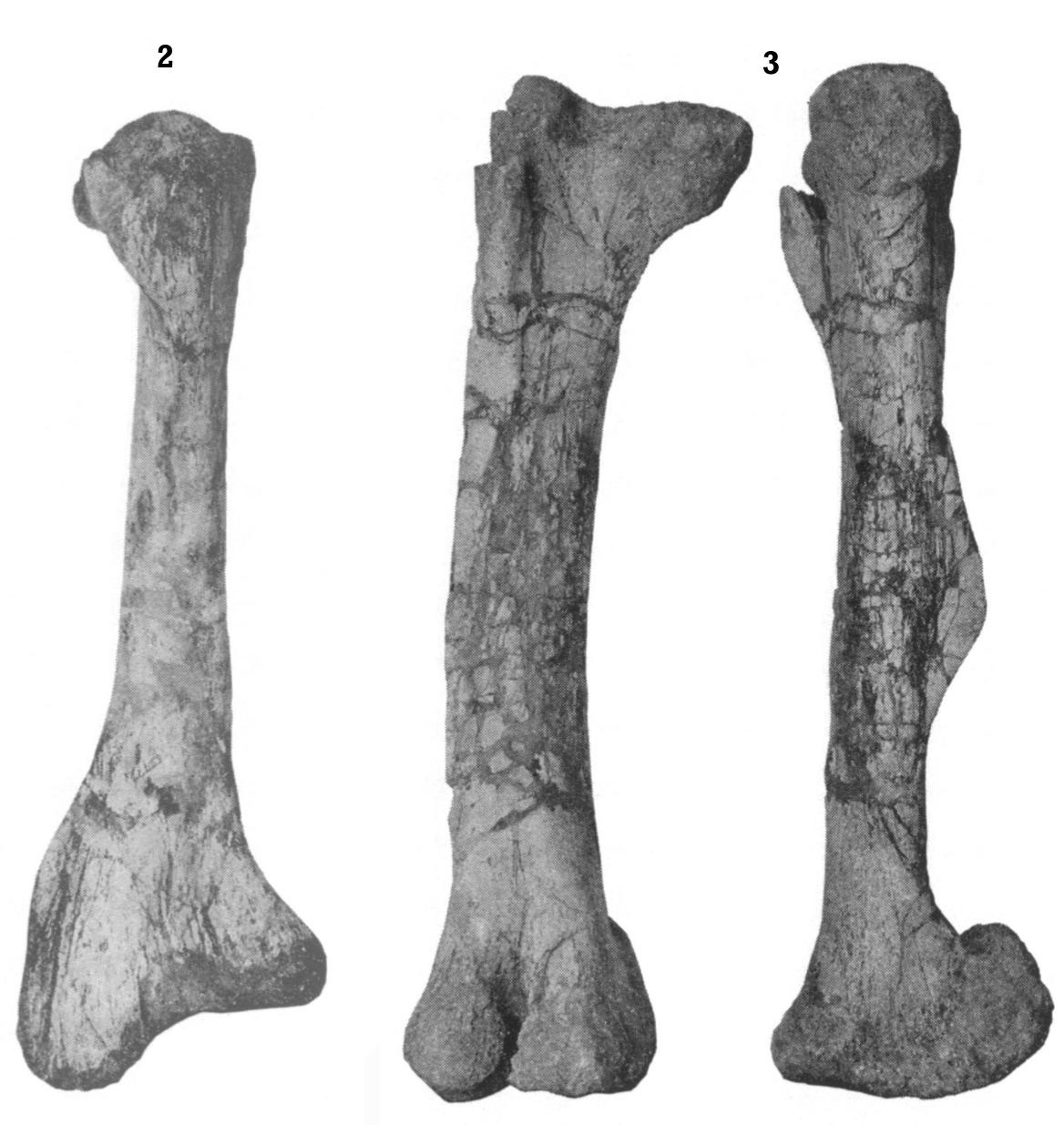
Tíbia (2) do AMNH FARB 30742 e fêmur (3) do AMNH FARB 30741

O fêmur é um elemento reto e robusto que é suavemente curvado para o lado interno. Esse elemento é, em sua maior parte, semelhante a outros hadrossauroides, com um quarto trocânter bem desenvolvido e côndilos laterais internos. Os dois últimos são separados por sulcos. O trocânter anterior é alongado e grande, sendo deslocado para a frente e excluído da superfície lateral da região superior do fêmur por uma fissura. Um dos elementos mais comuns entre a coleção é representado pela tíbia - cerca de seis elementos. É um elemento robusto, ligeiramente mais curto que o fêmur, e é composto por uma haste bastante cilíndrica que é expandida nas extremidades superior e inferior, porém mais expandida na última. A crista cnemial é muito alongada e desenvolvida perto da extremidade superior do osso. A principal diferença entre as tíbias juvenis e adultas pode ser notada pela inclinação inferior do maléolo lateral - essa característica é menos desenvolvida em juvenis. Outra característica menos desenvolvida em juvenis é a definição e a nitidez da margem distal da crista cnemial. Além disso, o côndilo interno superior da tíbia é reduzido em juvenis. A fíbula é particularmente reta e alongada. Ela é achatada no lado lateral e a extremidade superior é mais expandida do que a inferior. Enquanto a superfície lateral é suavemente convexa, a interna apresenta uma longa depressão próxima à região superior. Na extremidade inferior, há uma superfície articular plana, inclinada para a frente. Entre os elementos do tarso, o astrágalo é o maior. Ele tem um formato irregular com processos bem desenvolvidos, e a superfície articular da fíbula é rasa. O calcâneo tem formato quadrado e é dividido em quatro superfícies diferentes. Entre elas, a superfície superior se articula com a fíbula e é separada da superfície articular da tíbia por uma estrutura curva semelhante a uma crista.

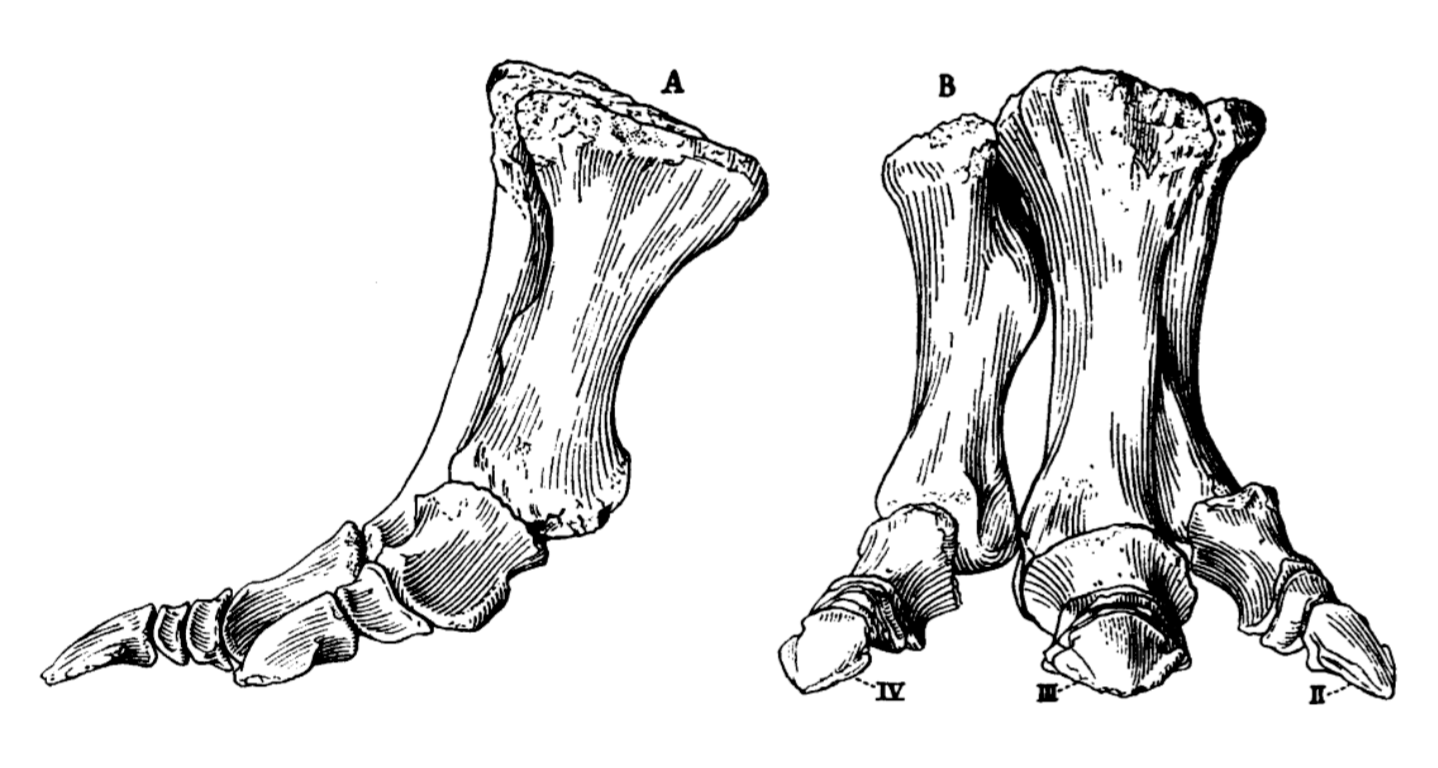
Reconstrução composta da pata direita (vários espécimes)

Entre os elementos do metatarso, estão presentes os metatarsos III e IV. O primeiro é composto por uma haste bastante robusta, com extremidades superior e inferior expandidas. Sua superfície articular superior é em forma de D, e a metade superior da superfície interna apresenta uma notória depressão para a articulação com o metatarso II. Na superfície inferior desse metatarso, uma grande estrutura semelhante a uma crista está presente e se estende ao longo dos dois terços superiores do elemento. As superfícies lateral e interna da extremidade inferior do metatarso III são côncavas - principalmente na parte interna - e subcirculares. O metatarso IV é bem mais delgado do que o elemento anterior e sua haste é achatada das regiões superior e inferior. A superfície articular superior é côncava e também em forma de D, com bordas superior e inferior igualmente alargadas. A superfície mais inferior do osso é côncava e a medial apresenta uma grande tuberosidade até a metade do comprimento. A extremidade inferior é quase igual em suas expansões e a superfície articular é convexa para baixo e menos côncava para a superfície lateral do que no metatarso III. As superfícies lateral e interna da extremidade inferior do metatarso IV têm formato oval e são muito côncavas. As falanges pedais II-1 a IV-1 são robustas e apresentam superfícies superiores côncavas e em formato triangular. Entre as três falanges superiores, a II-1 é a mais profunda. A falange III-1 é achatada para baixo e tem uma superfície articular superior subelíptica. A falange pedal II-2 é um elemento robusto, mais largo do que longo. Sua superfície superior é relativamente lisa e côncava. A borda inferior dessa superfície é mais estendida para trás em relação à borda superior. Duas falanges inferiores pertencem ao dígito IV. Essas falanges são ainda mais achatadas do que a falange II-2. Suas superfícies inferior e superior são semelhantes às da falange II-2, mas podem ser diferenciadas por serem mais côncavas. As ungueais pedais são, em sua maioria, achatadas e convexas com superfícies superiores elípticas. Esses elementos têm mais formato de seta e são mais desenvolvidos do que nos hadrossaurídeos. As ungueais dos dígitos II e IV são assimétricas, com flanges internas e laterais mais alongadas e regiões superiores mais longas.

## Classificação
Embora um consenso sobre o posicionamento taxonômico exato desse gênero ainda não tenha sido alcançado, um estudo de 2010 de Prieto-Márquez e Norell coloca o animal em um grupo externo estreitamente relacionado à família Hadrosauridae, com base em uma reavaliação de seu status taxonômico usando uma análise filogênica de amostra grande.

## Paleobiologia

### Crescimento
Um estudo abrangente sobre a microestrutura óssea de dinossauros hadrossauroides asiáticos, avaliando suas implicações para o conhecimento das estratégias de crescimento e a evolução do gigantismo em hadrossauroides, foi publicado por Slowiak e colegas em 2020, revelando que várias estratégias de crescimento facilitaram o gigantismo. Vários hadrossauros foram analisados histologicamente, incluindo Barsboldia,  Gobihadros, Saurolophus e ZPAL MgD-III/2-17, uma segunda espécie indeterminada de hadrossauroide presente na Formação Bayan Shireh [en]. Esse último era um pouco menor do que o Gobihadros, conforme observado no sistema fundamental externo desenvolvido na tíbia. Esse hadrossauro, no entanto, compartilha várias características com o Gilmoreosaurus - provavelmente devido às proximidades das formações Bayan Shireh e Iren Dabasu - e as análises filogenéticas realizadas recuperaram ambas as espécies de hadrossauros em uma politomia junto com o Lophorhothon [en] e o hadrossauro indeterminado. Essa análise sugere tamanho e taxas de crescimento semelhantes nessas espécies. Slowiak e seus colegas observaram que a tendência de crescimento em Hadrosauroidea apresentava duas adaptações importantes da microestrutura óssea semelhantes às de Eusauropoda. A primeira adaptação importante foi a diminuição da remodelação secundária na tíbia, permitindo que o osso suportasse tensões mais altas. Acredita-se que essa característica represente uma resposta biomecânica à evolução do aumento do tamanho do corpo, uma vez que o centro de massa estava concentrado na área pélvica e, portanto, apoiado por membros posteriores bem desenvolvidos. Isso explica os membros anteriores delgados da maioria dos hadrossauros. Uma segunda adaptação foi o desaparecimento das linhas de crescimento interrompido. Essa característica, também relatada em saurópodes gigantes, permitiu o crescimento ininterrupto durante a ontogenia.

### Paleopatologia
Em 2003, Rothschild e seus colegas realizaram análises em busca de patologias em vários espécimes de dinossauros. Evidências de tumores, incluindo hemangiomas, fibroma desmoplásico [en], câncer metastático e osteoblastoma, foram descobertas em vários espécimes de Gilmoreosaurus, analisando-os por meio de tomografia computadorizada e fluoroscopia. Vários outros hadrossaurídeos, incluindo Brachylophosaurus, Edmontosaurus e Bactrosaurus, também apresentaram resultados positivos. Embora mais de 10.000 fósseis tenham sido examinados dessa maneira, os tumores se limitaram ao Gilmoreosaurus e a outros hadrossauros. Os tumores foram encontrados apenas nas vértebras caudais e podem ter sido causados por fatores ambientais, como a maneira pela qual esses hadrossauros interagiram com seus ambientes, tornando-os mais suscetíveis a contrair câncer, ou por herança genética. Isso significa que eles carregavam genes promotores de câncer.
Em 2007, Rothschild e Tanke relataram o aumento da presença de osteocondrose em hadrossauros. Embora tenham examinado vários outros grupos de dinossauros, essa doença parece ser particularmente comum em hadrossauros, que eram animais de crescimento rápido. A análise se concentrou nos ossos pedais, já que a osteocondrose não foi relatada em elementos manuais. Os espécimes de Edmontosaurus e Hypacrosaurus foram mais afetados pela osteocondrose (5% e 2% de ocorrência, respectivamente), mas em hadrossauroides como Gilmoreosaurus e Bactrosaurus a doença estava ausente, provavelmente devido à amostra relativamente baixa e, portanto, a presença de osteocondrose em todos os hadrossauros não pode ser descartada. Essas descobertas indicam que o esqueleto dos dinossauros era formado principalmente por cartilagem.

## Paleoambiente
O Gilmoreosaurus é conhecido da Formação Iren Dabasu do Cretáceo Superior, que foi datada do estágio Cenomaniano em torno de 95,8 ± 6,2 milhões de anos atrás. Durante sua época, a formação era dominada por planícies de inundação e grandes meandros com algumas conexões com os oceanos. A extensa vegetação que mantinha uma grande variedade de dinossauros herbívoros também estava presente na formação, conforme observado nos vários esqueletos de hadrossauroides, no paleossolo proeminente e nas numerosas ocorrências palinológicas.
Os restos de hadrossauroides são muito comuns em toda a formação, o que reflete que esses animais são muito abrangentes no tempo e no espaço. O Bactrosaurus é outro hadrossauroide da formação, conhecido por vários espécimes, como o Gilmoreosaurus. Animais herbívoros pesados, como o Gilmoreosaurus e o Bactrosaurus, podem ter sido navegadores de nível médio a baixo. Outros herbívoros incluem os terizinossaurídeos Erliansaurus [en] e  Neimongosaurus. O Gigantoraptor, um grande oviraptorossauro da formação, pode ter sido um onívoro, conforme sugerido pela morfologia mandibular ou, pelo menos, um navegador alto parcial. A área geográfica do Gilmoreosaurus se sobrepôs ao Alectrosaurus, um tiranossauro de corrida rápida, provavelmente sendo a presa desse terópode.